# كير دوليا
كير دوليا (بالإنجليزية: Keir Dullea)‏ مواليد 30 مايو 1936 في كليفلاند، هو ممثل أمريكي بدأ مسيرته الفنية سنة 1960.

## الأعمال
- ملحمة الفضاء
- الراعي الصالح
- بونانزا
- غايدنغ لايت
- إد
- القانون والنظام: الوحدة الخاصة للضحايا
- كاسل
- المسار

## روابط خارجية
- كير دوليا على موقع IMDb (الإنجليزية)
- كير دوليا على موقع الموسوعة البريطانية (الإنجليزية)
- كير دوليا على موقع ألو سيني (الفرنسية)
- كير دوليا على موقع ميوزك برينز (الإنجليزية)
- كير دوليا على موقع أول موفي (الإنجليزية)
- كير دوليا على موقع قاعدة بيانات برودواي على الإنترنت (الإنجليزية)
- كير دوليا على موقع قاعدة بيانات الأفلام السويدية (السويدية)
- كير دوليا على موقع إن إن دي بي (الإنجليزية)
- كير دوليا على موقع قاعدة بيانات الفيلم (الإنجليزية)
- كير دوليا على موقع كينوبويسك (الروسية)